# Норкен
Норкен (њем. Norken) општина је у њемачкој савезној држави Рајна-Палатинат. Једно је од 192 општинска средишта округа Вестервалд. Према процјени из 2010. у општини је живјело 967 становника. Посједује регионалну шифру (AGS) 7143280.

## Географски и демографски подаци
Норкен се налази у савезној држави Рајна-Палатинат у округу Вестервалд. Општина се налази на надморској висини од 458 метара. Површина општине износи 6,0 km². У самом мјесту је, према процјени из 2010. године, живјело 967 становника. Просјечна густина становништва износи 161 становника/km².

## Међународна сарадња
| Мјесто | Држава    | Врста сарадње | Од    |
| ------ | --------- | ------------- | ----- |
|        | Француска | партнерство   | 1974. |
| Извор  |           |               |       |